# Psychiatriemuseum Haar

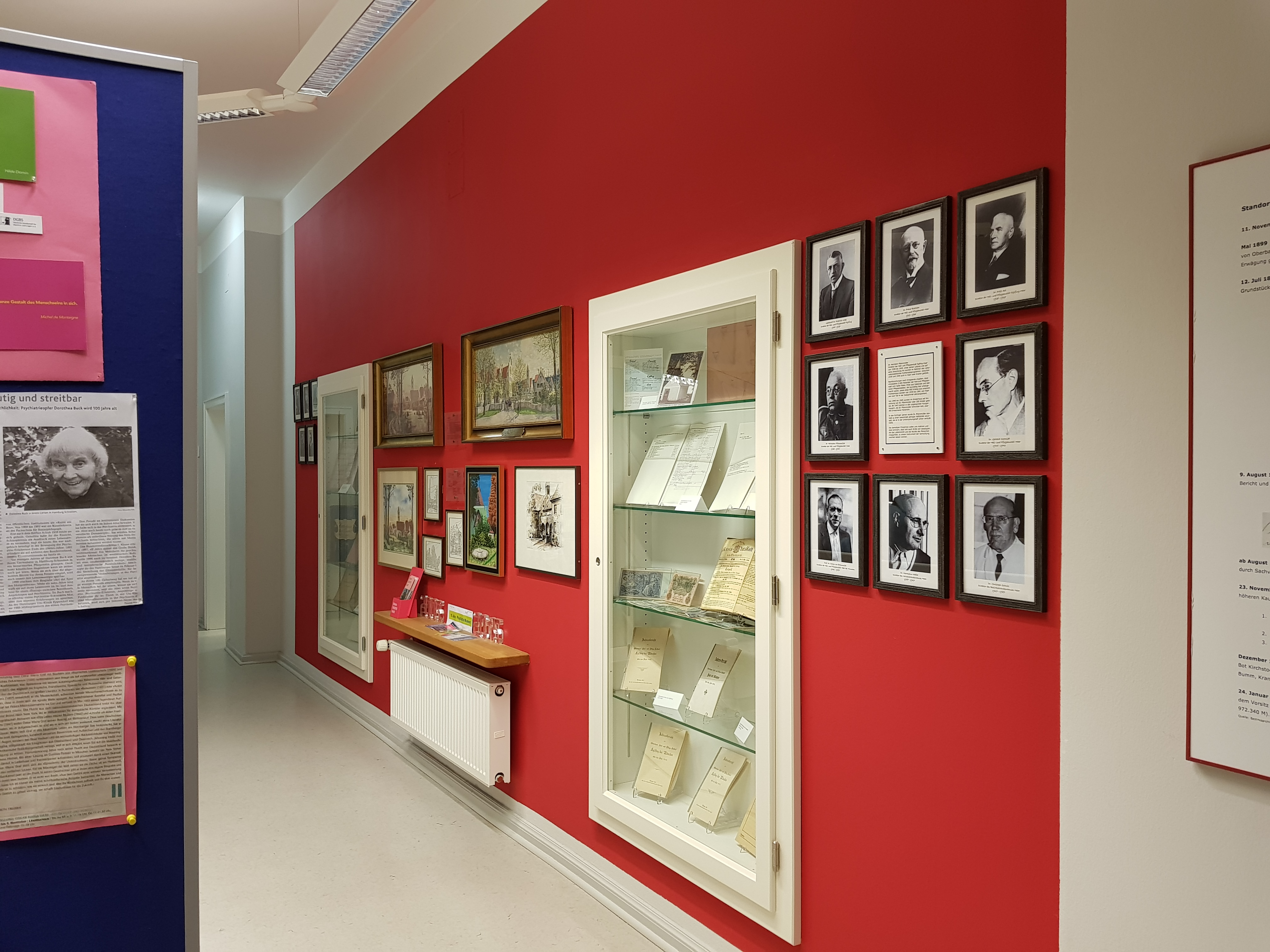
Eingangs- und Vorraum des Psychiatriemuseums Haar

Das Psychiatriemuseum Haar ist ein Museum, das die Krankenhaus- und Psychiatriegeschichte in Haar bei München dokumentiert.
Das Museum ist in mehreren Räumen einer alten Villa auf dem Klinikgelände des Isar-Amper-Klinikums München-Ost angelegt. Der Vorraum ist gleichzeitig der erste Ausstellungsraum, in dem verschiedene Etappen der Psychiatriegeschichte gezeigt werden. In diesem und den folgenden Räumen zeigen Originalexponate, Fotos und Texttafeln die knapp 100-jährige Entwicklung von der ehemaligen Nervenheilanstalt zum zeitgemäßen Psychiatriebetrieb. Düstere Kapitel aus der Zeit des Nationalsozialismus werden inhaltlich aufgegriffen.
Im Juli 2005 wurde das Museum anlässlich des 100-jährigen Bestehens des Klinikums in ehrenamtlicher Arbeit eingerichtet. Dafür wurden die Mitarbeiter 2010 mit der Bezirksmedaille in Silber für Verdienste um den Bezirk Oberbayern ausgezeichnet.